# Astragalus boelckei
Astragalus boelckei es una especie de planta del género Astragalus, de la familia de las leguminosas, orden Fabales.
Fue descrita científicamente por E. Gómez-Sosa.